# Cessna 205/206/207
Los Cessna 205, 206 y 207, conocidos en distintos momentos como Super Skywagon, Stationair o Super Skylane, forman una familia de aviones monomotor de propósito general empleados tanto en servicios comerciales como en la aviación privada. La familia fue desarrollada a partir del popular Cessna 210.
La combinación de un potente motor, una construcción robusta y una gran cabina ha convertido a estos tres aparatos en los más populares dentro de los aviones dedicados a los vuelos a lugares extremos. Cessna describe el 206 como "el utilitario deportivo del aire". Estos aviones también se utilizan en fotografía aérea, paracaidismo, Etc. A los tres modelos se les pueden añadir flotadores normales o anfibios o bien esquís.

## Desarrollo

### Cessna 205

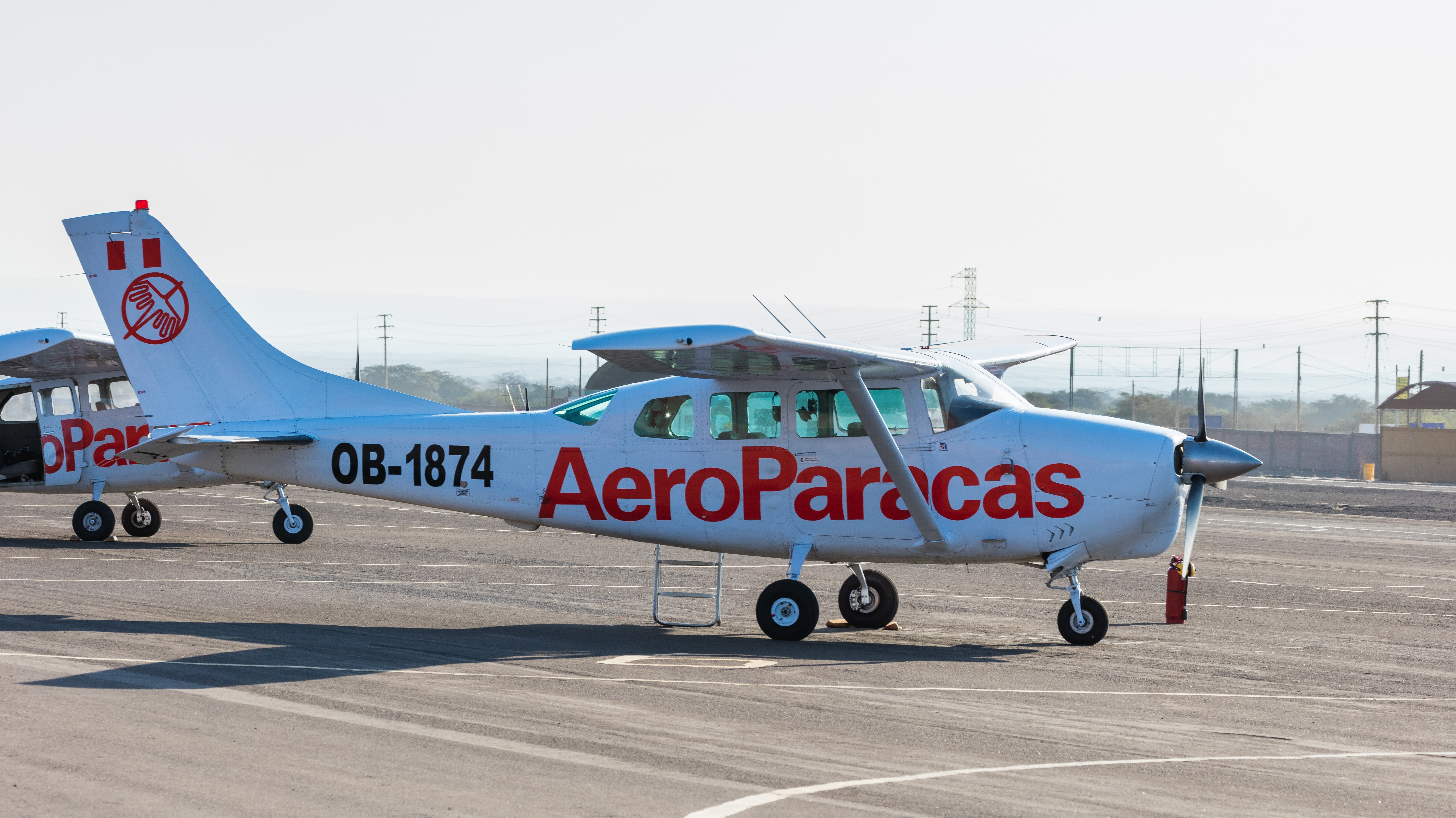
Cessna 205, Aeródromo de Nazca, Perú.

El Cessna 205 fue presentado entre 1962 y 1963. Este modelo de 6 plazas era en esencia un Cessna 210 con tren de aterrizaje fijo y con algunos cambios en la disposición de las puertas para la tripulación y los pasajeros. El 205 mantuvo el característico bulto de la parte delantera de los primeros 210, pues originariamente el 210 tenía una rueda delantera retractable. Este perfil tan distintivo fue estilizado en el posterior Cessna 206. El 205 monta un motor Continental IO-470-S que desarrolla una potencia de 194 kW (260 hp).
Oficialmente denominado "210-5" durante su primer año y después apodado "Super Skywagon", lo cierto es que este modelo no tiene nada que ver con el Cessna 180 Skywagon, avión en producción en esos momentos. En sus dos años de vida antes de ser reemplazado por el Cessna 206, se fabricaron un total de 576 unidades del 205.

### Cessna 206
El modelo 206 de 6 plazas fue presentado en 1964 y su producción duró hasta 1986. Esta fue retomada en 1998 y sigue activa (2006). Había bastantes sub-variantes, tales como el U206 o el P206. Entre 1964 y 2004 se fabricaron 6581 unidades del 206.

#### Cessna U206

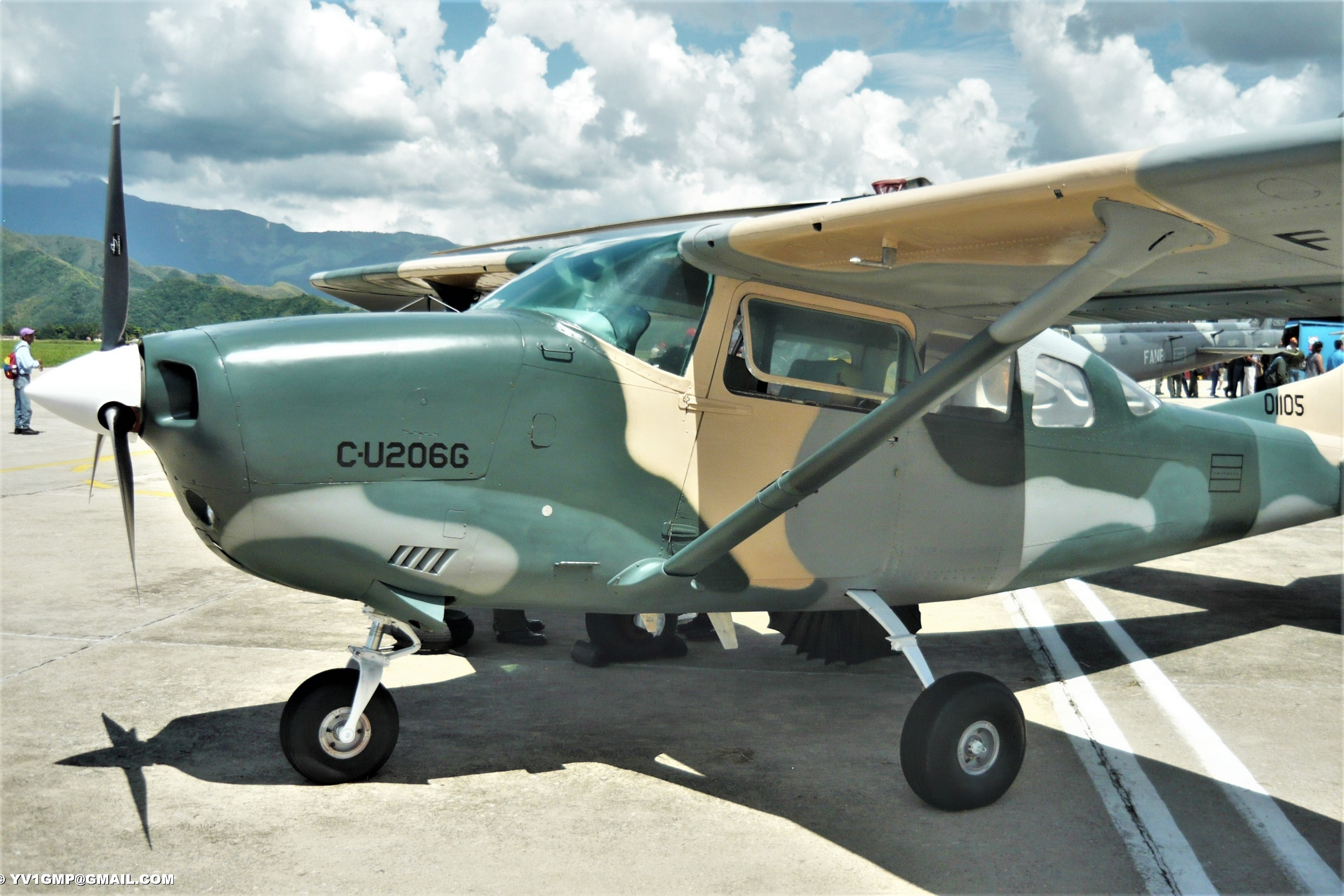
Aeronave del escuadrón Aeronaval de Adiestramiento de la Armada Bolivariana de Venezuela

El modelo original de 1964 era el U206, equipado con un motor Continental IO-520-F de 212 kW (285 hp) y cuya “U” del nombre se refería a su “utilidad”. Este modelo contaba con puerta en el lado del piloto así como con una escotila en forma de concha de almeja para dar servicio a las 2 plazas traseras, lo que también permitía la carga de materiales voluminosos. Hubo una versión turbo TU206 equipada con el motor Continental TSIO-520-C de también 212 kW (285 hp).
A partir de 1967 el TU206 turbo montaba un motor de 224 kW (300 hp). Entre 1964 y 1969 el U206 recibió el nombre de “Super Skywagon”, y desde 1970, el de “Stationair”, contracción de “Station Wagon of the Air”, lo que indica la finalidad pretendida para el aparato. Las subvariantes fueron designadas con los códigos desde U206 a U206G. En 1977 se actualizaron las motorizaciones tanto del U206, que pasó a montar un Continental IO-520-F de 224 kW (300 hp), como la del TU206, cambiada por un TSIO-520-M de 231 kW (310 hp).
En 1986 Cessna dejó de fabricar todas las versiones del U206 al decidir cesar la producción de aviones con motores de pistones. Se habían fabricado un total de 5,208 unidades.

#### Cessna P206
En 1965 Cessna añadió el P206 a la familia. En este caso la “P” hace referencia a “people” (gente), pues la finalidad del aparato era el transporte de pasajeros. El P206 montaba puertas para los pasajeros a ambos lados, similares a las del Cessna 210. 
El P206 se fabricó entre 1965 y 1970 y estaba equipado con un motor Continental IO-520-A de 212 kW (285 hp). También estaba disponible una versión turboalimentada TP206 con motor Continental TSIO-520-A de igual potencia que la versión convencional.
Un total de 646 P206 fueron fabricados bajo la denominación “Super Skylane”, nombre que abarcaba todas las subvariantes entre el P206 y el P206E y que pese al parecido no está relacionado con el de la segunda y siguientes versiones Cessna 182, llamadas "Skylane".

#### Cessna 206H
Tras un parón de 12 años en su fabricación, Cessna retomó la producción del 206 en 1998, presentando una nueva versión 206H. Este modelo “H” es muy parecido al U206 anterior, con la puerta del piloto y la misma entrada de cola para las plazas medias y traseras.
El 206H monta un motor Lycoming IO-540-AC1A de 224 kW (300 hp), existiendo una versión turboalimentada, la T206H, con motor Lycoming TIO-540-AJ1A de (310 hp.) de potencia.
Aunque el Cessna 206H está certificado como un avión de seis plazas por la Administración Federal de Aviación estadounidense, las autoridades canadienses de Aviación Civil solamente certificaron 5 plazas. Esto se debe a que no está del todo claro que los pasajeros puedan abandonar el avión por la escotilla trasera cuando los flaps están desplegados.
Tanto el 206H como el T206H siguen en producción en 2006. Hasta finales de 2004 Cessna había fabricado 221 unidades del 206H y 505 del T206Hs, sumando un total de 726 aparatos modelo "H".

### Cessna 207
El 207 consistía en una evolución del 206 con capacidad para primero 7 y después 8 personas, algo que se consiguió alargando el fuselaje. El 207 fue presentado en 1969 con un motor Continental IO-520-F de 224 kW (300 hp). La versión turbo montaba un motor TSIO-520-G de igual potencia.
Al principio el Cessna 207 era designado como “Skywagon”, pero en 1977 el nombre fue modificado a “Stationair 7”. En ese año también fue sustituido el motor montado en la versión turbo, pasando a ser un Continental TSIO-520-M de 231 kW (310 hp).
En 1980 se añadió el octavo asiento, pasando a llamarse “Stationair 8”. La producción del 207 cesó en 1984, justo dos años antes del fin de la fabricación del U206. De las factorías de Cessna salieron un total de 626 Cessna 207.
Este modelo fue muy popular entre las compañías de aerotaxi, particularmente para rutas cortas en las que se puede utilizar la máxima capacidad de pasajeros. Muy pocos aparatos del 207 fueron dedicados a uno privado. Foto de un Cessna 207

## Modificaciones
Soloy Aviation Solutions ofrece kits de conversión a turbohélice para todos los modelos 205/206/207. En mayo de 2006 Thielert Aircraft Engines GmbH anunció que comenzarían a trabajar para la obtención de un certificado suplementario que les permitiese vender su motor diésel Centurion 4.0 de 261 kW (350 hp) para instalarlo en los Cessna 206. En abril de 2007 Thielert anunció que la Agencia Europea de Seguridad Aérea había concedido un certificado Tipo Suplementario(STC) para la conversión de Cessna 206´s a Thielert V-8 de motor a diésel. Este Certificado Tipo Suplementario permite la conversión de los siguientes modelos: U206F y TU206F con el motor de 300 hp, y de los U206G, TU206G, 206H y T206H con las versiones de motor de 310 hp. Este modificación no requiere de ningún cambio a la cubierta del motor. En mayo del 2008, Thielert Aircraft Engines se declaró en insolvencia, por lo que la futura disponibilidad de esta conversión a diesel es incierta.

## Operadores Militares y de Policía
Argentina
- Fuerza Aérea Argentina
- Gendarmería Nacional Argentina

 Bolivia
- Fuerza Aérea de Bolivia- 11
  - Grupo Aéreo de Caza 31
  - Grupo Aéreo 61
  - Grupo Aéreo 62
  - Grupo Aéreo 63
  - Grupo Aéreo 64

 Chile
- Fuerza Aérea de Chile
- Policía de Investigaciones de Chile
- Carabineros de Chile

 Colombia
- Policía Nacional de Colombia

 República Dominicana
- Fuerza Aérea de la República Dominicana

 Guatemala
- Fuerza Aérea Guatemalteca

 Guyana
- Fuerzas de Defensa de Guyana

 Indonesia
- Fuerza Aérea de Indonesia

 Israel
- Fuerza Aérea Israelí

 México
- Fuerza Aérea Mexicana- 13 206H

 Perú
- Ejército del Perú
- Marina de Guerra del Perú
- Policía Nacional del Perú

 Uruguay
- Fuerza Aérea Uruguaya- 10 206H
  - Brigada Aérea 2
    - Escuadrilla de Enlace

  - Brigada Aérea 3
    - Escuadrón Aéreo N.º 7

 Venezuela
- Fuerza Aérea Venezolana- 16 206
  - Grupo Aéreo 9

## Operadores gubernamentales
Costa Rica
- Servicio de Vigilancia Aérea

## Especificaciones (206H Stationair)

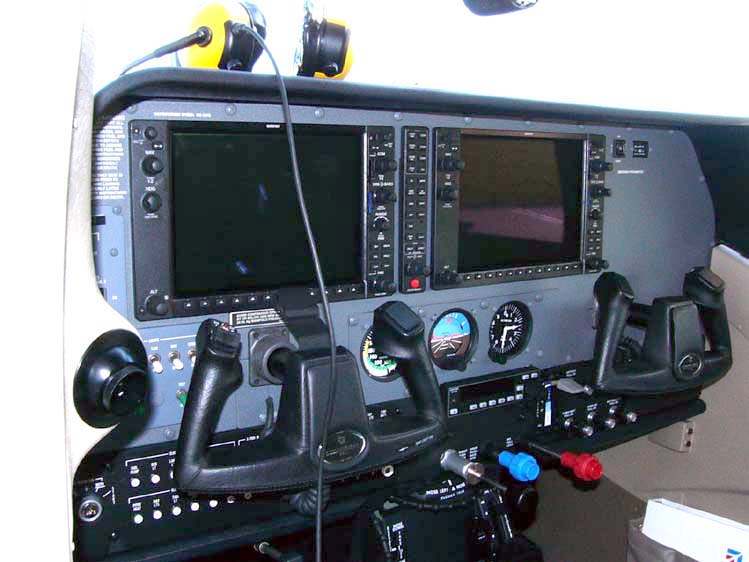
Panel de instrumentos del Cessna T206H Stationair de 2005 equipado con la cabina de cristal Garmin G1000.

Referencia datos: Jane's All The World's Aircraft 2003–2004

### Características generales
- Tripulación: 1 piloto
- Capacidad: 5 pasajeros
- Longitud: 8,61 m
- Envergadura: 10,97 m
- Altura: 2,83 m
- Superficie alar: 16,30 m²
- Peso vacío: 987 kg
- Peso máximo al despegue: 1.633 kg
- Planta motriz: 1×  Lycoming IO-540-AC1A.
  - Potencia: 224 kW

### Rendimiento
- Velocidad máxima operativa (Vno): 280 km/h a nivel de mar
- Velocidad crucero (Vc): 263 km/h a 1.890 m
- Velocidad de entrada en pérdida (Vs): 100 km/h
- Alcance: 1.352 km
- Techo de vuelo: 7785 m (25 541 ft)
- Régimen de ascenso: 5 m/s

## Accidentes e Incidentes
- El 4 de febrero de 2022 un Cessna 207 de la empresa Aero Santos impactó poco después de despegar del Aeropuerto de Nasca-María Reiche Neuman (NZC) en Perú. La aeronave servía como transporte turístico para sobrevolar las famosas Líneas de Nasca. Lamentablemente los 7 ocupantes, dos Pilotos de nacionalidad peruana y cinco turistas (3 holandeses y 2 chilenos) fallecieron.[4]

### Desarrollos relacionados
- Cessna 182
- Cessna 210

### Aeronaves similares
- Piper PA-32

### Secuencias de designación
- Secuencia Numérica (interna de Cessna): ← 188 - 190 - 195 - 205 - 206 - 207 - 208 - 210 - 240 →
- Secuencia U-_ (Aviones Utilitarios estadounidenses, 1962-presente): ← U-23 - U-24 - U-25 - U-26 - U-27 - U-28 - U-38

### Listas relacionadas
- Anexo:Aeronaves de la Fuerza Aérea de los Estados Unidos (históricas y actuales)